# Bruskowo Wielkie (gromada)
Bruskowo Wielkie – dawna gromada, czyli najmniejsza jednostka podziału terytorialnego Polskiej Rzeczypospolitej Ludowej w latach 1954–1972.
Gromady, z gromadzkimi radami narodowymi (GRN) jako organami władzy najniższego stopnia na wsi, funkcjonowały od reformy reorganizującej administrację wiejską przeprowadzonej jesienią 1954 do momentu ich zniesienia z dniem 1 stycznia 1973, tym samym wypierając organizację gminną w latach 1954–1972.
Gromadę Bruskowo Wielkie z siedzibą GRN w Bruskowie Wielkim utworzono – jako jedną z 8759 gromad na obszarze Polski – w powiecie słupskim w woj. koszalińskim na mocy uchwały nr 43/54 WRN w Koszalinie z dnia 5 października 1954. W skład jednostki weszły obszary dotychczasowych gromad Bruskowo Wielkie, Świelubie, Bruskowo Małe, Wierzbięcin i Bierkowo ze zniesionej gminy Bruskowo Wielkie w tymże powiecie oraz grunty gromady Bierkowo położone na terenie miasta na prawach powiatu Słupska w tymże województwie. Dla gromady ustalono 12 członków gromadzkiej rady narodowej.
1 stycznia 1958 do gromady Bruskowo Wielkie włączono obszar zniesionej gromady Swołowo (oprócz wsi Gać i Gać Leśna) w tymże powiecie.
31 grudnia 1968 do gromady Bruskowo Wielkie włączono wsie Gać i Redęcin ze zniesionej gromady Sycewice w tymże powiecie.
31 grudnia 1971 do gromady Bruskowo Wielkie włączono obszar zniesionej gromady Strzelinko (bez wsi Bydlino, Włynkowo, Włynkówko, Machowino i Garbno) w tymże powiecie.
Gromada przetrwała do końca 1972 roku, czyli do kolejnej reformy gminnej. 1 stycznia 1973 w powiecie słupskim reaktywowano gminę Bruskowo Wielkie (zniesioną ponownie 1 lipca 1976).